# Brunswick, Maine
Brunswick är en kommun (town) i Cumberland County i delstaten Maine, USA med cirka 21 172 invånare (2000). Den har enligt United States Census Bureau en area på totalt 140,4 km² varav 19,3 km² är vatten.

## Kända personer från Brunswick
- John Stevens Cabot Abbott, präst, historiker och pedagogisk skriftställare
- Alpheus Spring Packard, zoolog och paleontolog
- George Palmer Putnam, förläggare och författare
- John Rankin Rogers, politiker